# Rechthal
Rechthal war bis April 2010 ein Gemeindeteil von Wessobrunn im oberbayerischen Landkreis Weilheim-Schongau.

## Geografie
Der Weiler liegt circa drei Kilometer südlich von Wessobrunn in einer Jungmoränenlandschaft, ist jedoch durch den Schlittgraben von dem Hauptort getrennt. Er wird dem Gemeindeteil Forst zugerechnet. Unmittelbar südöstlich grenzt Sankt Leonhard im Forst an, die beiden Orte sind baulich zusammengewachsen.

## Geschichte
Rechthal gehörte zur Riederschaft Forst der Klosterhofmark Wessobrunn. Im Jahr 1761 werden zwei Viertelhöfe genannt, beide waren dem Kloster Wessobrunn grundbar. Die Hohe Gerichtsbarkeit lag beim Landgericht Landsberg.
Nach der Säkularisation wurde der Weiler im Zuge der Gemeindeedikte von 1818 Bestandteil der neugebildeten Gemeinde Forst im Landgericht Weilheim in Oberbayern. Mit dieser wurde Rechthal im Zuge der Gebietsreform in Bayern am 1. Mai 1978 nach Wessobrunn eingemeindet.
1961 gab es 32 Einwohner im Ort und 1970 waren es 35. 1987 wurden die Einwohner von Rechthal zusammen mit Sankt Leonhard im Forst (49) erfasst.
Mit Bescheid des Landratsamts Weilheim vom 28. April 2010 wurde der Gemeindeteilname aufgehoben.